# SH2D3C
SH2D3C‏ (SH2 domain containing 3C) هوَ بروتين يُشَفر بواسطة جين SH2D3C في الإنسان.